# Going Clear: Scientology and the Prison of Belief (film)
Pour plus de détails, voir Fiche technique et Distribution.
Scientologie, sous emprise (Going Clear: Scientology and the Prison of Belief) est un film documentaire américain écrit et réalisé par Alex Gibney et diffusé sur HBO en 2015, puis diffusé en France le 11 novembre 2015 sur Canal+ et sorti en DVD le 24 janvier 2017 sous le titre Going Clear : Scientology - La vérité révélée au grand jour.
Il s'agit de l'adaptation du livre de Lawrence Wright, Devenir clair : La scientologie, Hollywood et la prison de la foi (paru en 2013, traduit en 2015). Le film a été diffusé pour la première fois en janvier 2015 au cours du festival du film de Sundance où il a reçu un accueil particulièrement enthousiaste de la part des critiques, pour sa déconstruction méthodique de l’Église de Scientologie.
La Scientologie a, comme à son habitude, réagi avec véhémence au contenu du film, attaquant à la fois les producteurs et les témoins, mais aussi les critiques de cinéma ayant salué le film.

## Synopsis
Le film propose une histoire condensée de la Scientologie et de son fondateur, L. Ron Hubbard, et traite à partir de là la façon dont les personnalités du monde du spectacle interagissent avec elle et sont utilisées par l’Église. Par de nombreux interviews, il narre un grand nombre de témoignages d'anciens disciples, détaillant les abus et l'exploitation dont ils ont été témoins ou qu'ils ont vécus.

## Fiche technique
- Titre : Scientologie, sous emprise
- Titre original : Going Clear: Scientology and the Prison of Belief
- Réalisation : Alex Gibney
- Scénario : Alex Gibney
- Photographie : Sam Painter
- Montage : Andy Grieve
- Musique : Will Bates
- Production : Alex Gibney, Lawrence Wright, Kristen Vaurio
- Sociétés de production : Jigsaw Productions
- Sociétés de distribution : HBO Documentary Films, Sky Atlantic (en)
- Pays d'origine : États-Unis
- Langue d'origine : anglais
- Durée : 119 minutes
- Dates de sortie :
  -  États-Unis : 15 janvier 2015 (Festival du film de Sundance 2015) ; 13 mars 2015 (sortie limitée) ; 29 mars 2015 (HBO)

## Distribution
- Lawrence Wright
- Mark Rathbun
- Monique Rathbun
- Mike Rinder
- Jason Beghe
- Paul Haggis
- Sylvia Taylor
- Sara Goldberg
- Tony Ortega
- Kim Masters

- Narration : Alex Gibney et Sherry Stringfield

## Production

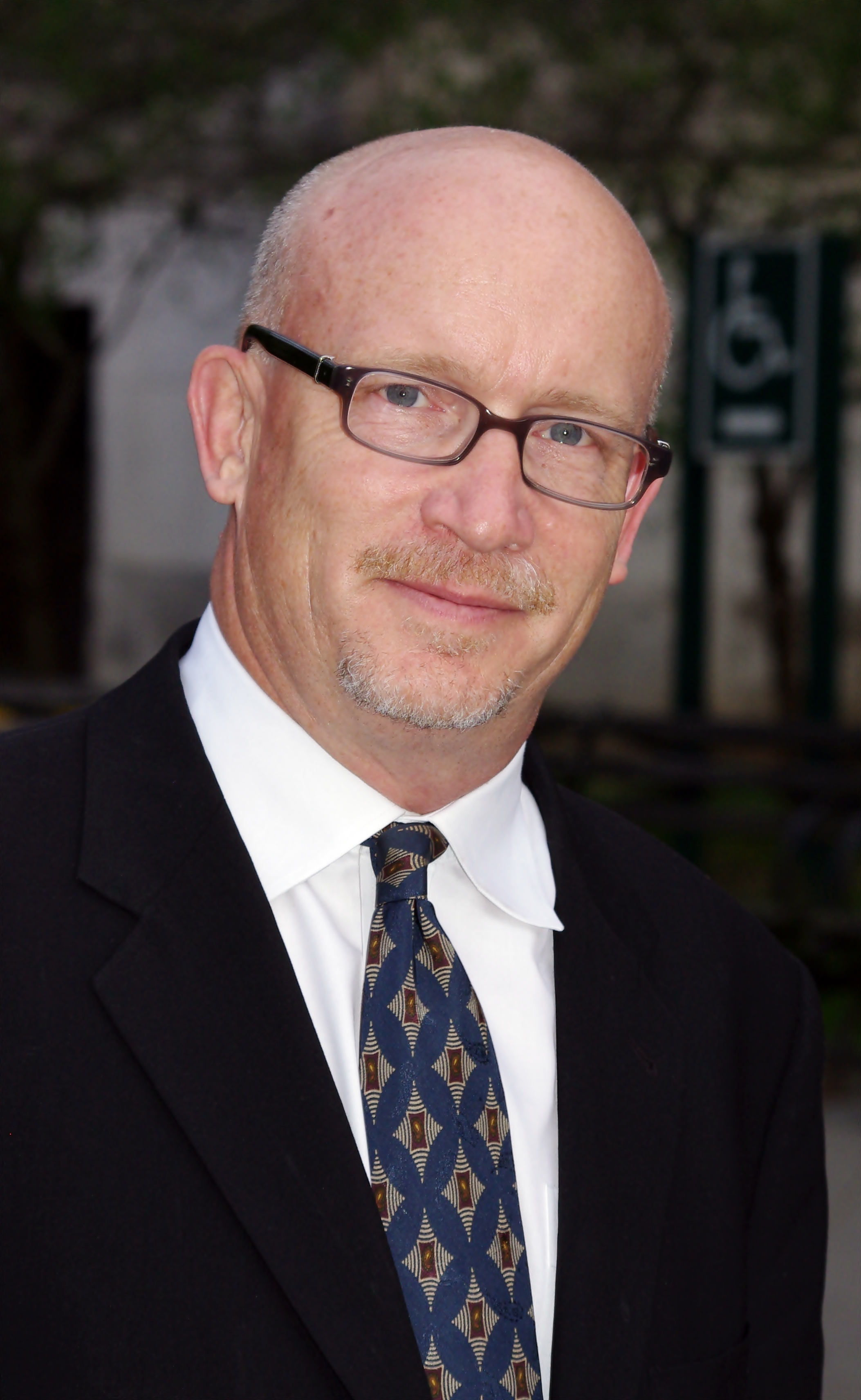
Alex Gibney, réalisateur, scénariste et producteur du film.

Le film est tiré de l'ouvrage du journaliste Lawrence Wright (lauréat du prix Pulitzer en 2007), Devenir clair : La scientologie, Hollywood et la prison de la foi, paru en 2013 et finaliste du National Book Award. En décembre 2014, HBO a annoncé qu'Alex Gibney, récompensé par un Oscar pour son film documentaire Un taxi pour l'enfer en 2008, travaillait sur l'adaptation du livre de Wright qui passerait en première au festival du film de Sundance 2015 avant sa télédiffusion en mars. Bien qu'il s'agisse de l'attaque la plus poussée à laquelle se livre HBO contre la Scientologie, ce n'est cependant pas la première fois qu'ils se sont opposés. En 1998, la chaîne payante a diffusé un documentaire intitulé Dead Blue: Surviving Depression sur les antidépresseurs, ayant entraîné des protestations importantes devant le siège de HBO de la part de scientologues.
La crainte de contentieux avec la Scientologie a conduit de nombreux réseaux de télévision américains à refuser de participer à la production du film. Gibney s'est dit stupéfait d'avoir essuyé un tel refus, et a ajouté que « c'est curieux que ce sujet, plus que d'autres, a réussi à susciter un refus général de la part des réseaux. Je pense qu'au final, ça en dit plus sur la Scientologie que sur ces réseaux, à savoir à tel point qu'elle s'acharne à étouffer toute critique ». À cause de la réputation de harcèlement qu'a la secte, Gibney et ses collaborateurs ont été obligés de recourir à des téléphones jetables pour contacter les témoins et à filmer en secret : « pour les interviews, on installait le matériel chez quelqu'un quelques heures avant le rendez-vous, puis la personne interviewée se présentait comme si elle rendait juste visite à ce quelqu'un ».
Gibney a expliqué qu'il avait retenu la Scientologie comme sujet (après avoir traité la torture, les fraudes financières et la pédophilie dans l’Église catholique) en raison de l'importance qu'il lui attache : « l’Église de Scientologie fascine tout le monde, à la fois parce qu'elle exploite des célébrités mais aussi pour son aptitude à conduire les gens à faire des choses qu'ils n'auraient pas faites s'ils n'avaient pas intégré l’Église ».
Le documentaire a été diffusé sur HBO le 29 mars 2015, mais il a aussi été projeté dans quelques rares cinémas de New York, Los Angeles et San Francisco depuis le 13 mars 2015. Vimeo a acquis les droits pour la distribution sur Internet à partir de septembre 2015.

## Accueil

### Accueil critique
Le film a été bien accueilli. Rotten Tomatoes enregistre 94 % de critiques positives sur 33 avis, alors que le film obtient sur Metacritic une note de 81 sur 100 d'après 10 critiques.
Lors de sa présentation à Sundance, The Wall Street Journal a décrit Going Clear comme le « film le plus fréquenté du festival ». La première du film a attiré beaucoup de monde, y compris des vedettes comme Alec Baldwin, Tobey Maguire, Jason Sudeikis et Maureen Dowd. Chose inhabituelle pour une projection à Sundance, le film s'est fait une ovation debout,.
Un critique de Variety a salué l'attention aux détails prêtée par le film, le qualifiant de « poudrière » qui illustre magistralement « les dangers d'une foi aveugle ». Dans The Hollywood Reporter, Going Clear est décrit comme un « film impeccablement assemblé et argumenté » qui « représente une intervention courageuse et opportune dans les débats sur cette organisation qui couvent depuis un certain temps ». Slate ajoute que le film est un « brillant exposé sur une organisation et une religion qui a trop longtemps été enveloppée de mystère ». Screen Daily regrette les reconstitutions « maladroites et sensationnalistes » mais recommande cependant ce « récit sérieux, étrange et perturbant sur le lavage de cerveaux, l'avidité et les abus graves de pouvoir [de la Scientologie] ».
Dans The Guardian, un critique écrit que « l'histoire de la Scientologie, avec tous ses personnages bizarres, fait ressortir le comique plutôt que l'épouvante ». Il ajoute cependant qu'il est dommage que tout le film ne s'appuie sur que les témoignages recueillis auprès d'un groupuscule de transfuges, et regrette le manque de participation de la secte : résultat, un film « un peu partial ».

### Distinctions
- 2015 : Academy Television Honors
- 67e cérémonie des Primetime Emmy Awards : Le documentaire remporta 3 Emmys sur 7 nominations, toutes dans les catégories des programmes non-fictionnels.
  - Meilleur documentaire ou programme non-fictionnel spécial (en) – Chris Wilson, Sheila Nevins, Sara Bernstein, Alex Gibney, Lawrence Wright et Kristen Vaurio
  - Meilleur réalisateur (en) – Alex Gibney
  - Meilleure écriture (en) – Alex Gibney
  - Meilleure photographie – Sam Painter
  - Meilleur montage – Andy Grieve
  - Meilleur montage sonore – Bill Chesley, Dave Ellinwood et Dan Timmons
  - Meilleur mixage sonore – David Mitlyng et Tony Volante

### Réactions de la Scientologie

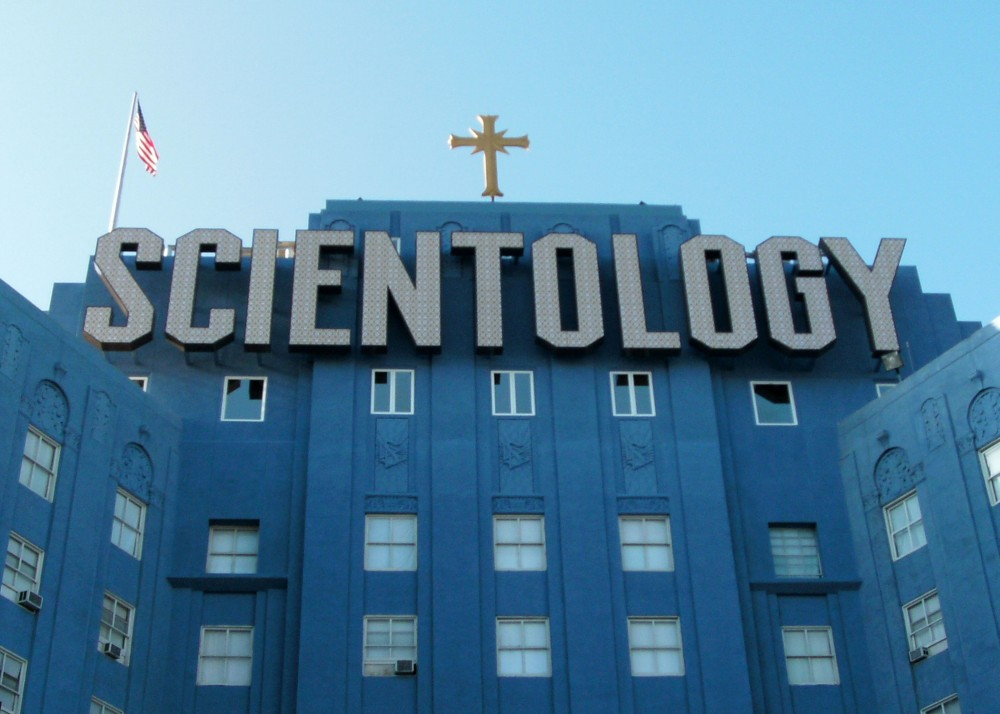
Locaux de l'Église de Scientologie à Los Angeles.

Comme à son habitude, la Scientologie a réagi vivement à la sortie et la diffusion du film. Dix jours avant la première du film, elle a acheté des annonces-presse pleine page dans les journaux The New York Times et le Los Angeles Times, afin d'y dénoncer Going Clear en le comparant au récit discrédité du prétendu viol sur un campus universitaire récemment relaté par Rolling Stone. Par la suite, Gibney a annoncé qu'il est reconnaissant envers la Scientologie d'avoir ainsi attiré l'attention des médias ; il a ajouté ironiquement qu'il regrette qu'elle n'ait pas pu mentionner l'heure où passera le film à l'antenne. L’Église a également mise en ligne un « rapport spécial » attaquant le film sur son site internet et Twitter, et a acheté plusieurs emplacements de recherche sur Google afin d'orienter les internautes vers des sites anti-Going Clear. Elle a aussi affiché plusieurs vidéos sur son site, y attaquant aussi bien les producteurs que les témoins, avec des titres comportant des mots tels que « propagande », « psychopathe », etc.
La Scientologie s'est plainte que Gibney avait refusé d'interviewer 25 de ses adeptes qu'elle lui avait proposés. Le réalisateur a expliqué qu'il voulait interviewer David Miscavige, John Travolta et Tom Cruise qui ont tous refusé ; à la place, la secte a offert « une délégation de 25 individus non-identifiés qui allaient probablement porter atteinte aux gens de notre film ». L’Église a décrit les témoins du film comme la « bande habituelle d'anciens membres obsessionnels et mécontents, virés de notre Église parfois depuis 30 ans pour divers méfaits, et qui ont manifestement inventé des mensonges sur l’Église pour du fric ».
Les témoins et producteurs du film ont rapporté des filatures et des menaces physiques et morales, etc. Gibney évoque une réponse « organisée » et « brutale » : « certains [d'entre-nous] ont reçu des lettres de menaces et ont été suivis pendant des jours par des détectives privés ». Les producteurs ont pour leur part reçu une « quantité de cartes et de lettres », ainsi que des « tas de paperasse juridique ». HBO a annoncé avoir chargé à peu près 160 avocats d'anticiper les éventuels contentieux et poursuites intentables par cette Église connue pour être litigieuse.